# Stigmella dissona
Stigmella dissona là một loài bướm đêm thuộc họ Nepticulidae. Nó được tìm thấy ở Amur và Primorye regions of Nga.